# Esquipulas Palo Gordo
Esquipulas Palo Gordo è un comune del Guatemala facente parte del dipartimento di San Marcos.